# Notacanthidae

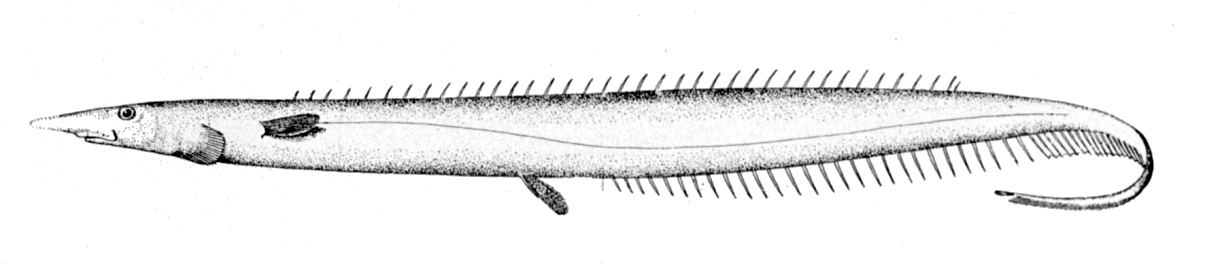
Polyacanthonotus rissoanus

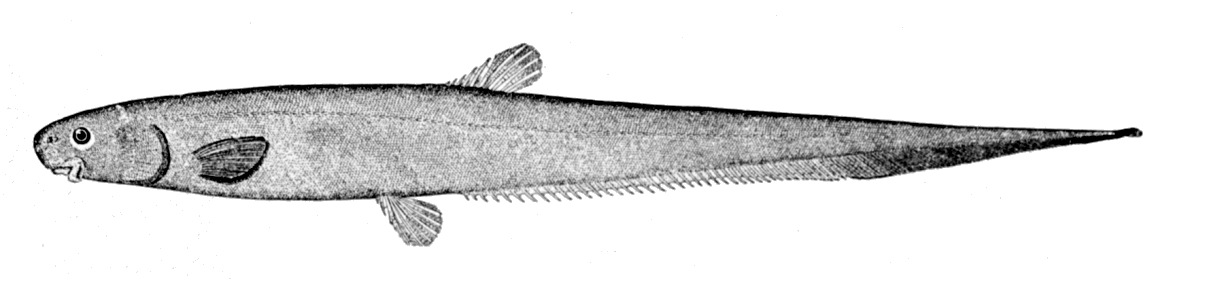
Lipogenys gillii

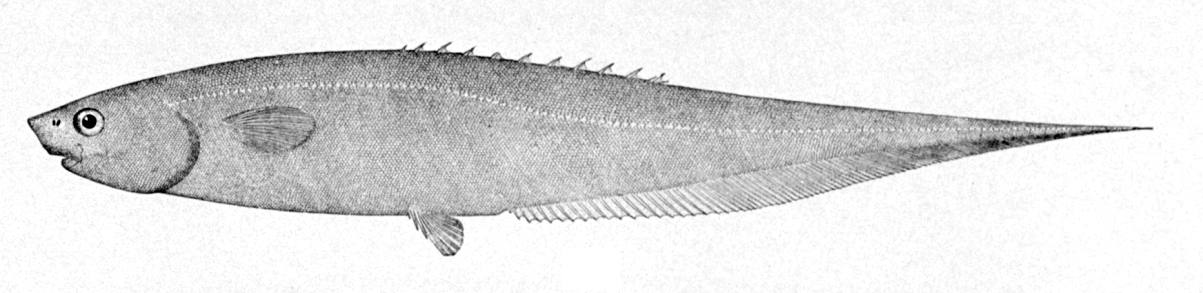
Notacanthus chemnitzii

I Notacanthidae sono una famiglia di pesci ossei appartenenti all'ordine Notacanthiformes.

## Distribuzione e habitat
Sono diffusi in tutti i mari e gli oceani del globo.
Nel mar Mediterraneo sono presenti due specie:
- Notacanthus bonaparte
- Polyacanthonotus rissoanus.

Si tratta di pesci abissali che vivono in acque profonde fino ad alcune migliaia di metri.

## Descrizione
Questi pesci hanno una sagoma anguilliforme, con estremità caudale molto sottile ed allungata. Il muso si prolunga in un rostro arrotondato. La pinna dorsale è ridotta in quasi tutte le specie, costituita da una serie di spine isolate, la pinna anale è invece lunga ed arriva all'estremità posteriore andandosi ad unire alla piccolissima pinna caudale, nella parte anteriore è costituita da raggi spiniformi. Le pinne ventrali sono inserite molto indietro. Sulla testa ci sono dei pori appartenenti al sistema sensoriale della linea laterale.
Notacanthus chemnitzii è la specie più grande e può superare il metro, le altre invece raramente raggiungono i 60 cm.

## Biologia
La loro biologia è poco nota.

### Alimentazione
Si cibano di piccoli invertebrati bentonici.

### Riproduzione
Nelle popolazioni naturali le femmine sono in numero molto maggiore dei maschi. Le larve sono leptocefali di grandi dimensioni.

## Pesca
La loro cattura ha unicamente interesse scientifico.

## Specie
- Genere Lipogenys
  - Lipogenys gillii
- Genere Notacanthus
  - Notacanthus abbotti
  - Notacanthus bonaparte
  - Notacanthus chemnitzii
  - Notacanthus indicus
  - Notacanthus sexspinis
  - Notacanthus spinosus
- Genere Polyacanthonotus
  - Polyacanthonotus africanus
  - Polyacanthonotus challengeri
  - Polyacanthonotus merretti
  - Polyacanthonotus rissoanus